# Paronychia patula
Paronychia patula là loài thực vật có hoa thuộc họ Cẩm chướng. Loài này được Shinners mô tả khoa học đầu tiên năm 1962.